# Jaderná elektrárna Gentilly
Jaderná elektrárna Gentilly (francouzsky Centrale nucléaire de Gentilly) je odstavená jaderná elektrárna na jihovýchodě Kanady. Nachází se na břehu řeky svatého Vavřince poblíž města Beccancourt v provincii Québec, 120 km jihozápadně od města Québec. Celkový hrubý výkon elektrárny byl 941 MW. První blok vlastní Canadian Nuclear Laboratories Limited a druhý blok vlastní Hydro-Québec. Elektrárnu provozoval Hydro-Québec. Reaktory byly uzavřeny v letech 1977 a 2012.

## Historie a technické informace

### Počátky
Reaktory elektrárny Gentilly byly stavěny postupně v letech 1966 až 1983 a byly původně součástí plánu na 30 až 35 jaderných reaktorů v Québecu. Existovaly i plány na třetí reaktor, které však nebyly realizovány.

### První blok
Výstavba prvního jaderného reaktoru byla zahájena v 1. září 1966. Hrubý býkon byl 266 MW a čistý 250 MW, který byl odesílán do stítě. Jedná se o speciální pokusný reaktor CANDU-BLW, který byl varné koncepce a pro CANDU bylo jádro v neobvyklé vertikální poloze (ostatní jsou v poloze horizontální). Do sítě byl blok přifázován dne 5. dubna 1971 a komerční provoz následoval dne 1. května 1972. Jednalo se o pokus učinit CANDU levnějším tím, že nebude muset používat parogenerátory a jako moderátor nezvykle využíval lehkou vodu, což se později ukázalo jako neúspěšné. Reaktor byl za 7 let v provozu pouze 180 dní. Z ekonomických důvodů a nekonkurenceschopnosti byl trvale vyřazen z provozu 1. června 1977.

### Druhý blok
Výstavba druhého bloku byla zahájena dne 1. dubna 1974. Jednalo se o standardní CANDU 6 o hrubém výkonu 675 MW a čistém výkonu 635 MW. Moderátor pro tento typ reaktoru slouží těžká voda a orientace aktivní zóny je vertikální s tlakovými trubkami, jako u většiny CANDU. Reaktor měl za svou životnost lepší provozní výsledky, než měl první blok. Dosíhl faktoru využití 76,4 %.
V oznámení z 19. srpna 2008 Québec plánoval utratit 1,9 miliardy dolarů na generální opravu reaktoru Gentilly-2, aby se prodloužila jeho životnost do roku 2040. Plán na rekonstrukci reaktoru však byl zrušen poté, když 3. října 2012 generální ředitel Hydro-Quebec Thierry Vandal oznámil z ekonomických důvodů vyřazení bloku Gentilly-2 z provozu, plánované na 28. prosince 2012 ve 22:30. Proces vyřazování z provozu byl vyčíslen na 1,8 miliardy dolarů. V srpnu 2023 společnost Hydro-Québec oznámila, že vyhodnocuje stav bloku, aby určila, zda by reaktor Gentilly-2 mohl být znovu uveden do provozu. Stalo se tak, když provincie Québec hledala možnosti, jak zvýšit výrobu čisté elektřiny. Bylo však rozhodnuto reaktor znovu do provozu neuvádět.

### Třetí blok
Třetí blok byl dalším plánovaným blokem elektrárny Gentilly, který doporučil postavit René Lévesque, tehdejší premiér Québecu. Následně však studie odhalily, že reaktor není potřeba, protože budoucí nárůst spotřeby mohou zajistit vodní elektrárny. Reaktor měl být dokončen ještě před rokem 1990 a byl posledním reaktorem, kterému se společnost Hydro-Québec a provincie Québec pevně zavázaly.

## Informace o reaktorech
| Reaktor    | Typ reaktoru | Výkon  | Výkon  | Zahájení výstavby       | Připojení k síti        | Uvedení do provozu      | Uzavření     |
| Reaktor    | Typ reaktoru | Čistý  | Hrubý  | Zahájení výstavby       | Připojení k síti        | Uvedení do provozu      | Uzavření     |
| ---------- | ------------ | ------ | ------ | ----------------------- | ----------------------- | ----------------------- | ------------ |
| Gentilly-1 | CANDU-BLW    | 250 MW | 266 MW | 1. 9. 1966              | 5. 4. 1971              | 1. 5. 1972              | 1. 6. 1977   |
| Gentilly-2 | CANDU 6      | 635 MW | 675 MW | 1. 4. 1974              | 4. 12. 1982             | 1. 10. 1983             | 28. 12. 2012 |
| Gentilly-3 | CANDU 6      | 635 MW | 675 MW | Plán na výstavbu zrušen | Plán na výstavbu zrušen | Plán na výstavbu zrušen |              |